# Anna Gabriel
Anna Gabriel i Sabaté, née en 1975 à Sallent en Province de Barcelone, est une femme politique catalane et militante indépendantiste, députée au Parlement de Catalogne pour la Candidature d'unité populaire (CUP) de 2015 à 2017.

## Biographie

### Origines et carrière professionnelle
Anna Gabriel i Sabaté est née en 1975 à Sallent, une ville ouvrière de Catalogne. Son engagement politique est influencé par ses origines familiales. Elle est issue par sa mère d'un milieu populaire marqué par le communisme libertaire, et par son père d'une famille de mineurs originaire de Huelva.
Elle est diplômée en éducation sociale (ca) et en droit social et droit du travail. Elle travaille comme éducatrice sociale au sein de l'unité de détection et de prévention de la maltraitance infantile de la Généralité de Catalogne et elle est professeure de droit à l'université autonome de Barcelone (UAB).

### Activités politiques
Anna Gabriel s'engage en politique à l'âge de 16 ans avec la Plataforma Antifeixista et l'Agrupament Roques Albes.
En 1996, elle participe à la fondation de la Coordinadora d'Associacions per la Llengua Catalana (ca), une association de promotion du catalan qui organise la Correllengua. Elle est également membre fondatrice de Terra i Llibertat et militante de la CGT Catalunya (ca).
En 2002, elle est membre fondatrice de la Candidature d'unité populaire (CUP) de Sallent. Elle est conseillère municipale de Sallent entre 2003 et 2007 dans la majorité municipale, puis de 2007 à 2011 dans l'opposition.
Entre 2007 et 2009, elle est membre du secrétariat national de la CUP. De 2013 à 2015, elle est coordinatrice du groupe parlementaire de la CUP au Parlement de Catalogne.
Au sein de la CUP, elle est la principale représentante d'Endavant (OSAN), qui représente la tendance anticapitaliste et indépendantiste la plus radicale du parti.

### Députée au Parlement de Catalogne
Aux élections au Parlement de Catalogne de 2015, Anna Gabriel est désignée deuxième sur la liste de la CUP conduite par Antonio Baños dans la circonscription de Barcelone lors des élections primaires. Elle est élue députée avec neuf autres colistiers.
Lors des négociations pour la formation d'un gouvernement entre Ensemble pour le oui et la CUP, elle représente la position la plus intransigeante au sein de la CUP, qui s'oppose à la conclusion d'un pacte de gouvernement permettant d'investir le président sortant Artur Mas. Trois mois de négociation aboutissent à la conclusion d'un pacte entre Ensemble pour le oui et la CUP, au retrait de la candidature d'Artur Mas, à l'investiture de Carles Puigdemont comme président de la Généralité et à la démission d'Antonio Baños du Parlement.
Au Parlement, elle a été porte-parole du groupe parlementaire de la CUP, secrétaire de la commission sur l'égalité entre les personnes, et membre de la commission de l'action extérieure et de la coopération, des relations institutionnelles et de la transparence.
Pour avoir participé au référendum de 2017 sur l'indépendance de la Catalogne, elle est  accusée  de rébellion par le ministère public espagnol et risque jusqu’à 30 ans de prison. Elle choisit de se réfugier en Suisse et se dit prête à solliciter l'asile politique en cas de demande d'extradition par la justice espagnole. Son avocat suisse, Olivier Peter, juge une telle menace improbable en indiquant qu'« elle est poursuivie pour des motifs politiques, ce qui rendrait une demande d’extradition illicite ».
Finalement, le 21 mars 2018 le juge d'instruction du Tribunal suprême, Pablo Llarena, décide de réduire le chef d'accusation à un délit de désobéissance (article 410 du Code Pénal espagnol). Ce délit n'est pas passible de peines de prison.
Comme pour d'autres personnalités engagées en faveur de l'indépendance de la Catalogne, son téléphone portable a été visé par le logiciel espion Pegasus entre 2017 et 2020.